# Maskelynit
Maskelynit ist ein Glas mit der Zusammensetzung von Bytownit, aus dem es durch Schockereignisse (Kollisionen, Impakt) erzeugt wird (Impaktmetamorphose). Lange galt Maskelynit als Diaplektisches Glas, das ohne Schmelzbildung direkt aus Plagioklasen gebildet wurde. Ihm fehlen jedoch einige Gefügemerkmale diaplektischer Gläser, wie z. B. Spaltrisse des Ausgangsminerals, so dass heute von einer Bildung durch Abschreckung hochdichter Plagioklasschmelzen ausgegangen wird.
Unter dem Polarisationsmikroskop erscheint Maskelynit wegen seiner amorphen Struktur bei parallelen Polarisatoren weiß und bei gekreuzten Polarisatoren schwarz. Trotz der amorphen Struktur gilt Maskelynit als Varietät von Bytownit, weil es die Kristallform des Feldspats beibehält und nicht als Schmelze fließt wie andere Impaktgläser.
Es wurde nach dem britischen Mineralogen Mervyn Herbert Nevil Story Maskelyne (Enkel des Königlichen Astronomen Nevil Maskelyne) benannt. Story Maskelyne war von 1857 bis 1880 Keeper of Minerals beim Britischen Museum und hat glasförmigen Feldspat als einer der ersten in Meteoriten beschrieben.
Maskelynit findet sich in Meteoriten, oft in den Schockadern von Chondriten, aber auch in Mondgesteinen. Besonders viel enthalten die shergottitischen Marsmeteoriten, in denen aller Plagioklas in Maskelynit umgewandelt wurde. Das hängt damit zusammen, dass Marsmeteoriten auf die hohe Fluchtgeschwindigkeit des Mars beschleunigt werden müssen, um dessen Anziehungskraft entkommen zu können. Zum Beispiel besteht der am 17. Juni 2000 in der omanischen Wüste gefundene 15 g schwere Marsmeteorit Dhofar 378 zu 47 % aus Maskelynit, er muss also einem schweren Schockereignis ausgesetzt gewesen sein, als er von seinem Mutterkörper abgeschlagen wurde.
Gebildet wird Maskelynit aus anorthitreichem Plagioklas zu Beginn der Impaktmetamorphose bei einem Druck von bis zu ~29 GPa. Bei nachlassendem Druck kann bei 6–8 GPa und 1350 - 1000 °C eine Kristallisation von Tissintit erfolgen.